# Bill Byrge
Bill Byrge, właściwie William Bill Byrge (ur. 8 września 1938 w hrabstwie Campbell, zm. 9 stycznia 2025 w Nashville) – amerykański bibliotekarz, w latach 1985–1994 aktor filmowy.

## Filmografia[2]
- Dr. Otto and the Riddle of the Gloom Beam jako pracownik stacji benzynowej (1985)
- Ernest ratuje Święta jako Bobby (1988)
- Się masz, Vern! jako Bobby (1988)
- Ernest idzie do więzienia jako Bobby (1990)
- Największy koszmar Ernesta jako Bobby (1991)
- Ernest idzie do szkoły jako Bobby (1994)